# Establecimientos Filmadores Argentinos
Establecimientos Filmadores Argentinos, o Estudios E. F. A. fue una empresa cinematográfica que comenzó a construir sus instalaciones ─galerías y laboratorios─ en el barrio de Constitución de la ciudad de Buenos Aires, Argentina en 1937 y dejó de realizar actividad alrededor de 1955.  

## Fundación de EFA
En 1937 tres empresaios emprendedores, Julio Joly, Alfredo Z. Wilson y el exhibidor cinematográfico Clemente Lococo coincidieron en la idea de levantar nuevos estudios tanto para alquilarlos como para producir películas propias. Wilson era propietario de Cinematográfica Terra que se había iniciado en 1918 como exhibidor y distribuidor de las películas alemanas de UFA, Joly era concesionario de la firma francesa Gaumont Film Company en la Argentina y desde 1936 producía bajo su propio sello cinematográfíco y Lococo poseía un circuito de salas encabezado por el Teatro Ópera.
Los estudios comienzan a construirse en la calle Lima 1265 y la obra finalizó el 1° de agosto de 1937. La nueva empresa contrató a un técnico especialista en grabación de la RCA. Los estudios tenían tres galerías: una de 20 × 25 metros, otra de 30 × 60 y otra de 30 × 40. El desarrollo de EFA fue acompañado con la capacitación de sus operarios técnicos y obreros (carpinteros, yeseros, albañiles, pintores) pues la empresa buscaba abastecerse a sí misma, y es destacable la labor de Juan Manuel Concado en la organización del equipo para construir escenografías, con 120 obreros a su cargo que empezaban a trabajar a las 6 de la mañana para entregar a las 13 horas los decorados para comenzar los rodajes.
Hasta diciembre de ese año la productora Argentina Sono Film usó dos de las tres galerías. El primer estreno, aunque no la primera producción, fue Adiós Buenos Aires, dirigida por Leopoldo Torres Ríos.

## Evolución
En 1939 Lococo viajó a Hollywood para conocer en forma directa las innovaciones técnicas así como el circuito de producción, distribución y exhibición y aprovechó para llevar las mejores películas de su sello para ubicarlos en el mercado.
Fueron especialmente rentables para EFA las series de películas protagonizadas por Niní Marshall y por Luis Sandrini. 
Uno de los directores más importantes que trabajaron para EFA fue Luis Bayón Herrera y en 1941 debutó Alberto de Zavalía como director. Lococo se retiró de la presidencia en 1943, época en que hay problemas en la provisión de celuloide pues debido a la Segunda Guerra Mundial los Estados Unidos restringieron el envío de ese material al país. En 1951 la empresa fue vendida a Martín Salazar quien intentó darle más vida con películas de escasa calidad y finalmente en agosto de 1955 venden el estudio a la productora Sudamfilm.
El predio que ocupara EFA terminó finalmente en sede del Canal 13 de televisión.

## Valoración
La empresa tenía la concepción del espacio escénico al servicio de la acción, es decir, que sus estrellas se lucieran y destacaran. Más allá de algunos intentos aislados de otro tipo, el grueso de la producción consistió en películas de ínfimo presupuesto, filmadas en el mínimo tiempo y desarrolladas para su comercialización inmediata.

## Filmografía
Productora
- Los lobos del palmar  (1955)
- Misión en Buenos Aires  (1954)
- Sábado del pecado  (1954)
- Se necesita un hombre con cara de infeliz  (1954)
- Soy del tiempo de Gardel  (1954)
- Misión extravagante  (1954)
- Bárbara atómica  (1952)
- El infortunado Fortunato  (1952)
- Con la música en el alma  (1951)
- La última escuadrilla  (1951)
- A La Habana me voy  (1951)
- El morocho del Abasto (La vida de Carlos Gardel)  (1950)
- Fúlmine  (1949)
- Pantalones cortos  (1949)
- Todo un héroe  (1949)
- Cuidado con las imitaciones  (1948)
- Maridos modernos  (1948)
- Romance sin palabras   (1948)
- María de los Ángeles  (1948)
- Santos Vega vuelve  (1947)
- Lucrecia Borgia  (1947)
- Un marido ideal  (1947)
- El jugador    (1947)
- Tela de araña  (1947)
- Albergue de mujeres  (1946)
- Tres millones... y el amor   (1946)
- Un modelo de París  (1946)
- La amada inmóvil  (1945)
- Una mujer sin importancia  (1945)
- La danza de la fortuna  (1944)
- Los dos rivales  (1944)
- La piel de zapa  (1943)
- El sillón y la gran duquesa  (1943)
- Capitán Veneno  (1943)
- La suerte llama tres veces  (1943)
- Pasión imposible  (1943)
- Bruma en el Riachuelo  (1942)
- Amor último modelo  (1942)
- Malambo  (1942)
- Mañana me suicido  (1942)
- La casa de los millones (1942)
- Secuestro sensacional  (1942)
- Su primer baile  (1942)
- La novela de un joven pobre  (1942)
- Peluquería de señoras  (1941)
- Papá tiene novia  (1941)
- Cándida millonaria  (1941)
- Mamá Gloria  (1941)
- Cuando canta el corazón  (1941)
- 20 años y una noche (1941)
- Joven, viuda y estanciera  (1941)
- En la luz de una estrella  (1941)
- Si yo fuera rica  (1941)
- Novios para las muchachas  (1941)
- El más infeliz del pueblo  (1941)
- El susto que Pérez se llevó  (1940)
- Mi fortuna por un nieto    (1940)
- Un señor mucamo  (1940
- Los celos de Cándida  (1940)
- El astro del tango  (1940)
- Pueblo chico, infierno grande
- De México llegó el amor  (1940)
- Cándida  (1939)
- Gente bien  (1939)
- Entre el barro  (1939)
- Giácomo (1939)
- Mi suegra es una fiera  (1939)
- Busco un marido para mi mujer  (1938)
- La vuelta al nido  (1938)
- Adiós Buenos Aires  (1938)

Distribuidora
- La última escuadrilla  (1951)
- A La Habana me voy  (1951)
- El morocho del Abasto (La vida de Carlos Gardel)  (1950)
- El misterioso tío Sylas  (1947)
- Albergue de mujeres  (1946)
- Una mujer sin importancia  (1945)
- La piel de zapa  (1943)
- Capitán Veneno  (1943)
- Amor último modelo  (1942)
- Mañana me suicido  (1942)
- Papá tiene novia  (1941)
- Mamá Gloria (1941) (1941)
- 20 años y una noche (1941)
- Joven, viuda y estanciera  (1941)
- En la luz de una estrella  (1941)
- Si yo fuera rica  (1941)
- Novios para las muchachas  (1941) )
- El cabo Rivero (1938)  (1938)